# 移動加入基地局装置
移動加入基地局装置（いどうかにゅうきちきょくそうち）は、陸上自衛隊の装備。主に師団の通信大隊などに配備される。現在の主流はJTTC-T1型。1994年（平成6年）度から配備されている。師団通信システムを構成する器材の一つ。

## 概要
無線によって移動加入端末装置を最大で10回線収容することが可能で電子交換装置と接続し、電話回線を構築する。73式中型トラックなどに搭載され、機動性が高い。荷台に載せたまま運用することが出来る。

## 諸元
(JTTC-T1)
- 全長：約2900mm
- 全高：約2000mm
- 全幅：約1900mm
- 重量：約1600kg

## 構成
(JTTC-T1)
- 送受信部
- 空中線共用部
- 回線制御部　など